# Slaviske sprog
De slaviske sprog er en sproggruppe inden for de indoeuropæiske sprog, der tales i det meste af Østeuropa, en stor del af Balkan, dele af Centraleuropa og den nordlige del af Asien.
De slaviske sprog opdeles normalt i tre hovedgrupper:
| - Østslavisk - † Gammel østslavisk sprog - † Gammel Novgorod - † Ruthensk - Hviderussisk - Russisk - Ukrainsk - Rusinsk - † Plinonsk Russisk - Pannonian Rusinsk | - Vestslavisk - Tjekkisk-Slovakiske sprog - Tjekkisk - Slovakisk - Østlige dialekter - Pannonisk - Lekhitiske sprog - † Oldpolsk - Polsk - Schlesisk - † Pommerske sprog - Kasjubisk - † Polabisk - Sorbiske sprog - Øvresorbisk - Nedresorbisk - † Knaanisk | - Sydslavisk - Østlige gruppe - † Oldkirkeslavisk - Bulgarsk - Makedonsk - Kirkeslavisk - Vestlige gruppe - Slovensk - Serbo-Kroatisk subgruppe - Kroatisk - Bosnisk - Serbisk - Montenegrinsk |

Noter:

1. ↑  † ~ uddød
2. ↑  Alternativt opfattet som et østslavisk sprog, en ukrainsk dialekt, eller som en dialekt mellem vestukrainske dialekter og østslovakiske dialekter)
3. ↑  Nogle sprogforskere mener at schlesisk er en polsk eller oldpolsk dialekt, bortset fra Lach dialekter, som hører til det tjekkiske sprog
4. ↑  (har ingen selvstændig ISO-kode)